# IC 471
IC 471 — галактика типу E (еліптична галактика) у сузір'ї Рись.
Цей об'єкт міститься в оригінальній редакції індексного каталогу.